# Alice Rohkamper
Alice Rohkamper (* 4. September 1988 in Manly) ist eine australische Beachvolleyballspielerin.

## Karriere
Rohkamper belegte bei den U18-Weltmeisterschaften 2003 im thailändischen Pattaya und 2004 im italienischen Termoli zusammen mit Jillian McLeod jeweils Platz neun. Bei der U19-Weltmeisterschaft 2005 in Saint-Quay-Portrieux wurde sie mit Becchara Palmer ebenfalls Neunte. Bei der U21-WM 2006 in Mysłowice gelang den beiden Australierinnen das gleiche Ergebnis. Sie gewannen bei der U19-WM desselben Jahres in Bermuda den Titel und erreichten 2007 das Finale der U21-WM in Modena. Gold in Bermuda und Silber in Modena waren bislang die einzigen Medaillen in Nachwuchswettbewerben für Australien. Im folgenden Jahr wurden Rohkamper/Palmer in Brighton Fünfte.
Auf der FIVB World Tour 2009 spielte Rohkamper zunächst mit Louise Bawden und später mit Heike Jensen, ohne jemals eine Top-Ten-Platzierung zu erreichen. Mit Tamsin Barnett Hinchley erreichte Rohkamper bei der FIVB World Tour 2011 in Sanya Platz sieben. Hinchley/Rohkamper nahmen im selben Jahr auch an der Weltmeisterschaft in Rom teil, bei der sie allerdings bereits nach der Vorrunde sieglos ausschieden.
Zwei Jahre zuvor standen sie zum ersten Mal gemeinsam auf dem Podium der australischen Meisterschaften. 2010 erkämpften sie ebenfalls den dritten Platz und eine Saison später konnten sie sich auf den Silberrang verbessern. Das vierte Podest in Folge erreichte Rohkamper mit Mariafe Artacho 2012 und ein Jahr später gelang der Sportlerin, die in dem Ort geboren wurde, in dem sehr häufig die Championships ihres Heimatlandes ausgetragen wurden. mit Eliza Dean eine weitere Endspielteilnahmeim im wichtigsten nationalen Wettbewerb.
Danach trat die Sportlerin vorwiegend bei nationalen Turnieren an und erreichte weitere Platzierungen auf dem Stockerl. Mit ihrer älteren Schwester Johannah, die seit Ende 2015 häufig ihre Partnerin war, wurde 2017 die dritte Teilnahme im letzten Spiel der nationalen Meisterschaft der Saison Realität. Im gleichen Spieljahr hatten die  Schwestern ein Comeback auf der FIVB World Tour, als sie beim 2-Sterne-Turnier im heimischen Sydney Fünfte wurden. Nach zwei top ten Platzierungen 2019 mit Lucia Michalovicova, die im Jahr zuvor mit einem veränderten Modus als Einzelspielerin australische Meisterin geworden war,  beendete Rohkamper die Spielzeit 2021 und ihre Karriere mit einem geteilten fünften Rang bei den Landesmeisterschaften an der Seite von Stefanie Fejes sowie der Bronzemedaille mit Stefanie Weiler bei den Australian Tour Finals.